# Anton Koulikovski
Anton Andreevich Koulikovski (en russe : Антон Андреевич Куликовский) est un joueur russe de volley-ball né le 4 mars 1982 à Moscou, URSS. Il joue réceptionneur-attaquant..

## Palmarès

### Clubs
Championnat de Russie:
- 2010
- 2009

Championnat du Monde des Clubs:
- 2009

Coupe de Russie:
- 2009